# Michaela Coel
Michaela Ewuraba Boakye-Collinson, känd som Michaela Coel, född 1 oktober 1987 i London, är en brittisk skådespelare, manusförfattare, regissör, producent och sångare.

## Biografi
Coels föräldrar kommer från Ghana. Mellan 2007 och 2009 studerade hon engelsk litteratur och teologi vid Universitetet i Birmingham. År 2009 började hon studera vid Guildhall School of Music and Drama där hon var den första svarta kvinnliga studenten på fem år. Hon avlade examen 2012.
År 2015 skapade hon humorserien Chewing Gum i vilken hon även spelade huvudrollen. Serien sändes i två säsonger på E4 och Coel nominerades till en BAFTA Award för bästa kvinnliga humorinsats. År 2020 hade dramaserien I May Destroy You premiär på BBC One och HBO. Coel har skrivit manus, regisserat och producerat serien samt spelar huvudrollen. Serien bygger på Coels egna erfarenheter av sexuella övergrepp och möttes av god kritik.
Som skådespelare har Coel bland annat medverkat i Black Mirror och Black Earth Rising.
År 2020 hamnade hon på brittiska Vogues lista över inflytelserika kvinnor.